# Aloe hereroensis
Aloe hereroensis är en grästrädsväxtart som beskrevs av Adolf Engler. Aloe hereroensis ingår i släktet Aloe och familjen grästrädsväxter.

## Underarter
Arten delas in i följande underarter:
- A. h. lutea
- A. h. hereroensis

## Bildgalleri

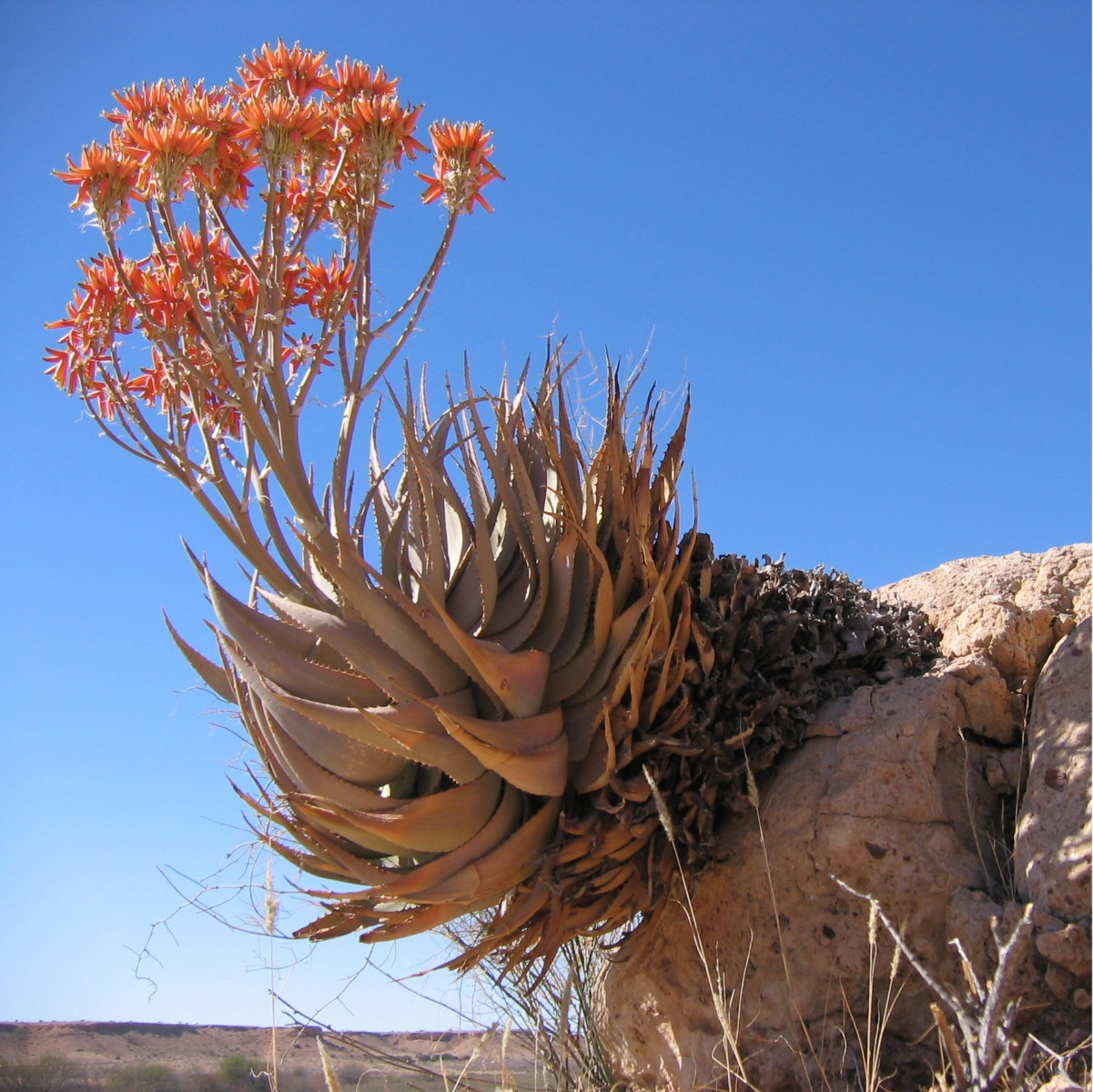
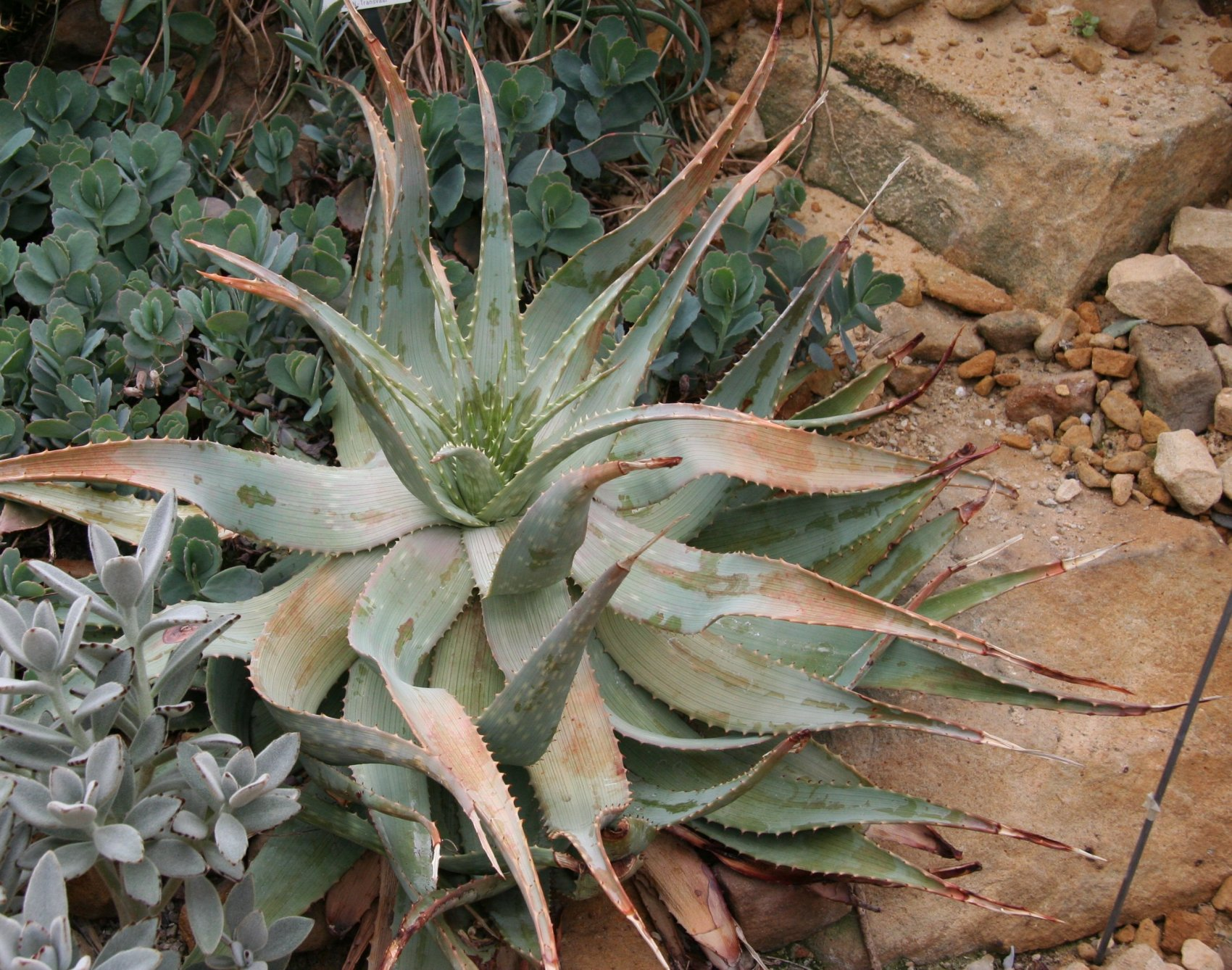
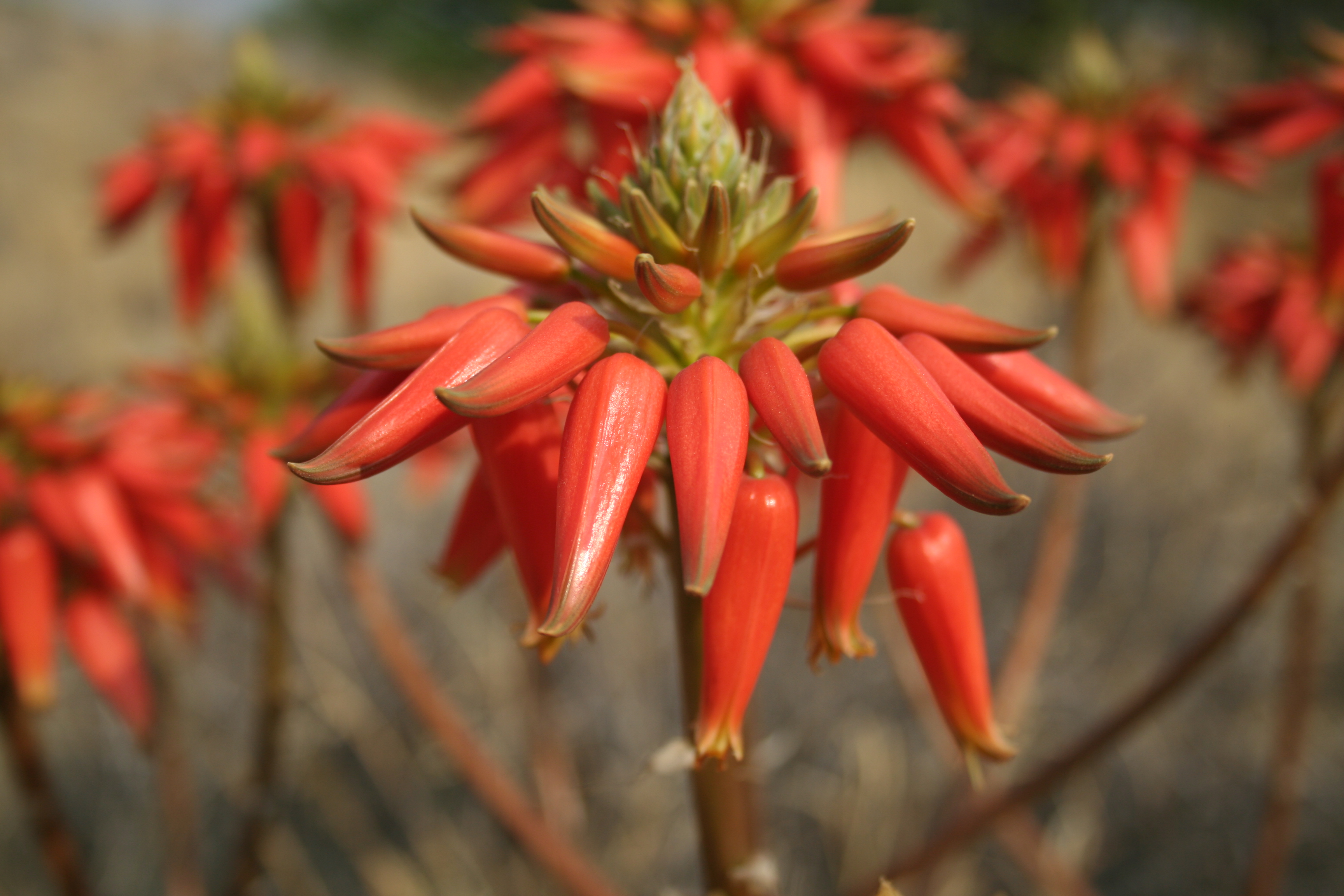
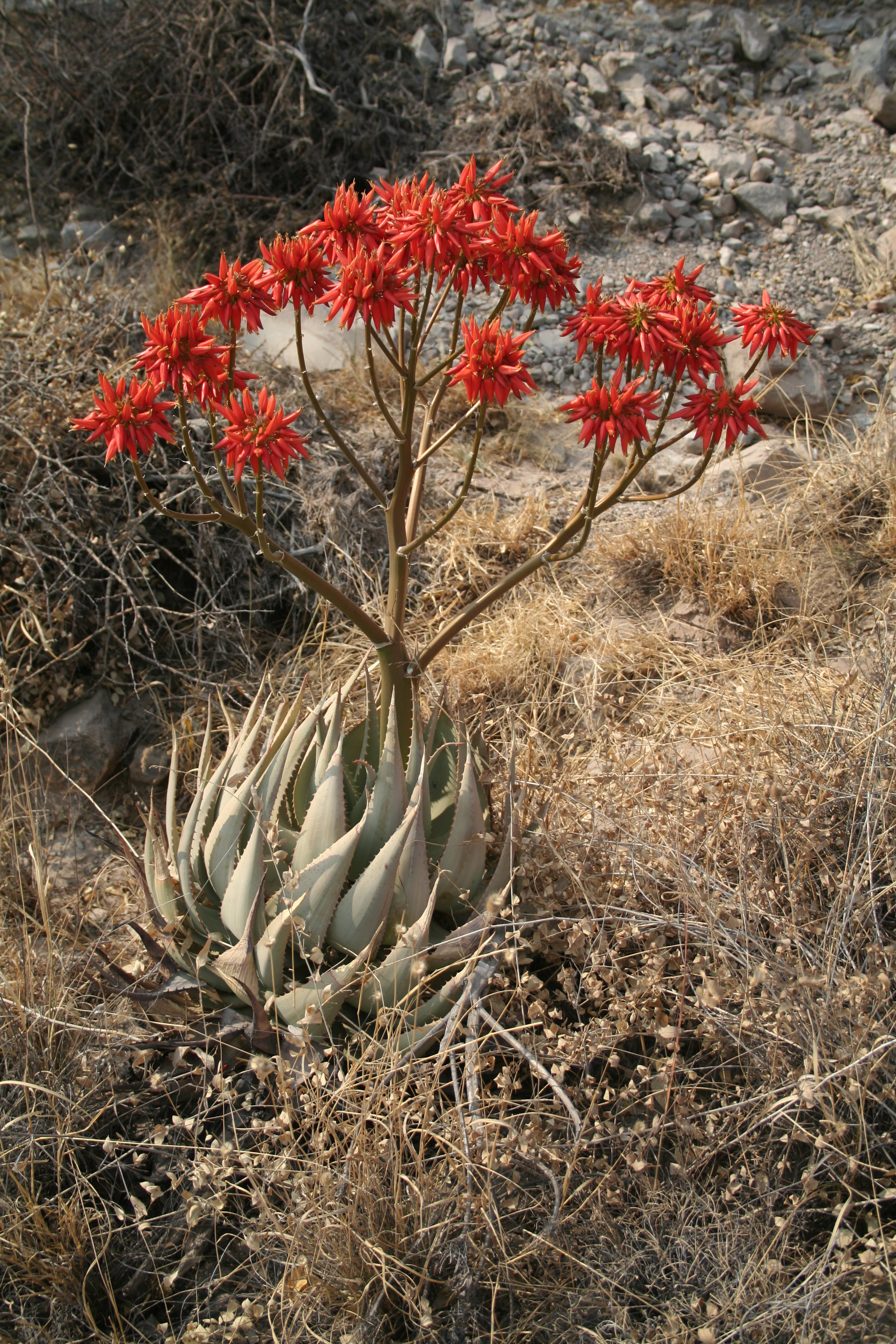
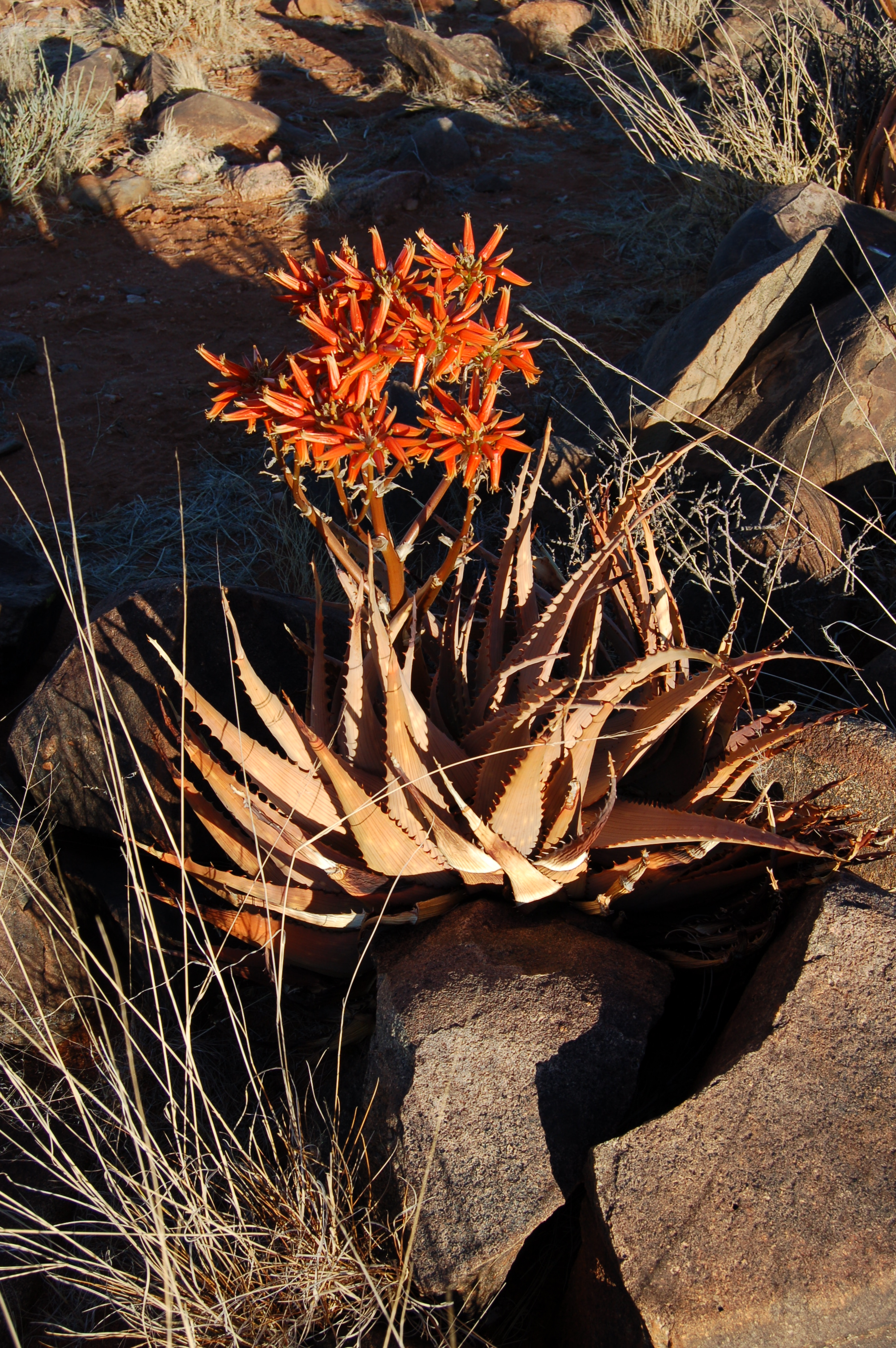